# بروكلين رينز
بروكلين رينز (بالإنجليزية: Brooklyn Raines)‏ هو لاعب كرة قدم أمريكي وليبيري في مركز الوسط، ولد في 11 مارس 2005 في ليبيريا.

## وصلات خارجية
- بروكلين رينز على موقع الدوري الأمريكي (الإنجليزية)
- بروكلين رينز على موقع قاعدة بيانات كرة القدم.إي يو (الإنجليزية)
- بروكلين رينز على موقع Soccerway.com (الإنجليزية)